# Vilma Espín
Vilma Lucila Espín Guillois (7. dubna 1930 Santiago de Cuba – 18. června 2007 Havana), „první dáma Kuby“, byla kubánská chemická inženýrka, revolucionářka a manželka pozdějšího kubánského prezidenta Raúla Castra, s nímž měla čtyři děti – Deborah, Marielu, Nilsu a Alejandra. Dcera Mariela Castro Espín působí jako aktivistka a činitelka v oblasti sexuální osvěty a syn Alejandro Castro Espín je považován za pravděpodobného nástupce svého otce Raúla Castra ve funkci hlavy státu.

## Život

### Dětství, mládí
Vilma Espín se narodila ve městě Santiago de Cuba do rodiny právníka lihovarnického koncernu Bacardi José Espína a jeho ženy Margarity Guillois. Zde vyrůstala se čtyřmi sourozenci – Nilsou, Ivánem, Soniou and Josém. Univerzitní studia chemického inženýrství absolvovala v 50. letech na Massachusettském technologickém institutu v Cambridgi v americkém státě Massachusetts.

### Aktivity během kubánské revoluce
Po studiích se v Havaně seznámila s vůdčí osobností kubánských revolucionářů Frankem Paísem, pod jehož vlivem začala organizovat revoluční hnutí v provincii Oriente. Začala zprostředkovávat styk mezi tamními revolucionáři a Castrovým guerillovým Hnutím 26. července, jehož členové v mexickém azylu připravovali budoucí převrat na Kubě. Přitom poznala svého budoucího muže, Raúla Castra, spolu s ním se aktivně zapojila do aktivit Hnutí. V lednu 1959, po skončení revolučních bojů, se Raúl a Vilma vzali.

### Představitelka státu
V roce 1960 se Vilma Espín stala předsedkyní Svazu kubánských žen, v jehož čele setrvala až do konce života. Byla členkou kubánské vlády, tzv. Státní rady, zasedala v Ústředním výboru Komunistické strany Kuby a jejím Politbyru.
Z titulu svých funkcí zastupovala Kubu při mezinárodních akcích. Předsedala kubánské delegaci na Prvním latinskoamerickému kongresu žen a dětí, pořádaném v roce 1959 v Chile, vedla též kubánské delegace na konferencích v Mexiku, Kodani, Nairobi a Pekingu.
Vystupovala jako "polooficiální" první dáma Kuby, fakticky totiž suplovala roli životní družky Fidela Castra, která však nikdy žádnou oficiální roli nehrála.

### Úmrtí
Vilma Espín zemřela po dlouhé nemoci 18. června 2007. Po její smrti byla vyhlášena dvoudenní tryzna. Po smutečním aktu byly její ostatky zpopelněny a uloženy v Mauzoleu Franka Paíse, kde spočívají spolu s ostatky dalších čelných kubánských revolucionářů.

## Vyznamenání
- Hrdina Kubánské republiky – Kuba, 2001[2]
- Řád Playa Girón – Kuba, 2001
- Pamětní medaile 20. výročí Revolučních ozbrojených sil – Kuba, 1977
- Leninova cena míru